# Tương Âm
Bản mẫu:Coor icon
Tương Âm (chữ Hán giản thể: 湘阴县, âm Hán Việt: Tương Âm huyện) là một huyện thuộc địa cấp thị Nhạc Dương, tỉnh Hồ Nam, Cộng hòa Nhân dân Trung Hoa. Huyện này có diện tích 1581 ki-lô-mét vuông, dân số năm 1999 là 683.621 người, dân số năm 2005 là 695.790 người. Mã số bưu chính là 410500, mã vùng điện thoại 0730. Chính quyền huyện đóng ở trấn Văn Tinh. Huyện Tương Âm được chia thanh 12 trấn và 7 hương.
- Trấn: Văn Tinh, Đông Đường, Di Gia Phô, Giới Đầu Phô, Chương Thụ, Lĩnh Bắc, Tân Tuyền, Tương Tân, Nam Hồ Châu, Nam Dương, Tam Đường, Trường Khang.
- Hương: Thạch Đường, Lục Đường, Bạch Nê Hồ, Tĩnh Hà, Ngọc Hoa, Thah Đàm, Dương Lâm Trại.